# ريتشارد جي. غوتي
ريتشارد جي. غوتي (بالإنجليزية: Richard G. Gotti)‏ هو Q46961 أمريكي، ولد في 30 نوفمبر 1967.